# Raymond Kalla
Raymond Koned Kalla Nkongo (* 22. April 1975 in Douala) ist ein ehemaliger Fußballspieler aus Kamerun.

## Vereinskarriere
Der Innenverteidiger spielte in Kamerun bei Canon Yaoundé und kam 1995 nach Griechenland. Hier war er drei Jahre bei Panachaiki, ehe er 1998 zum spanischen Erstliga-Aufsteiger FC Extremadura ging. Nach dessen Abstieg in die Drittklassigkeit wechselte er zur Saison 2002/03 zum deutschen Bundesligisten VfL Bochum. Hier absolvierte er 77 Bundesligaeinsätze mit sechs Toren. Anschließend wechselte er zur Saison 2005/06 in die Süper Lig zu Sivasspor. Bereits im Juli 2006 ging er zurück nach Kamerun, wo er für Union Douala spielte.

### VfL Bochum
Seinen Einstand in der Bundesliga gab er am 10. August 2002 im Auswärtsspiel beim 1. FC Nürnberg, das Bochum mit 3:1 gewann. Schiedsrichter Michael Weiner zeigte ihm in diesem Match die erste von 16 gelben Karten in der Bundesliga. 26 Spiele absolvierte er in seiner ersten Saison; 28 folgten in der zweiten Spielzeit. Am 8. November 2003 erzielte er per Kopf seinen ersten Treffer für die Westfalen; er bedeutete kurz vor der Halbzeitpause den 3:0-Zwischenstand beim 4:0-Sieg gegen den 1. FC Köln. Am 12. Dezember 2003 wurde er vom DFB für drei Spiele gesperrt, weil ein Dopingtest positiv auf Triamcinolon gewesen war. In der Saison 2004/05 folgten 23 Einsätze mit fünf Toren und dazu die zwei Spiele im UEFA-Pokal gegen Standard Lüttich. Am 5. März 2005 machte er im Ruhrstadion beim 0:2 gegen den FC Schalke 04 sein letztes Spiel für Bochum. Er „erwischte keinen guten Tag“ und wurde in der 66. Minute gegen Martin Meichelbeck ausgewechselt. Auch für die weiteren Saisonspiele übernahm Meichelbeck Kallas Platz in der Innenverteidigung.

## Nationalmannschaft
Für Kamerun war Kalla bei drei Weltmeisterschaften im Einsatz. Bei der WM 1994 in den USA trug er das Trikot mit der Nummer 13. Sein erstes Spiel war das 2:2-Unentschieden gegen Schweden. Auch bei den Niederlagen gegen Brasilien und Russland stand er jeweils 90 Minuten auf dem Platz.
In Frankreich 1998 gehörte er mit der Nummer 5 zum Kamerun-Kader. Er absolvierte das erste Spiel (1:1 gegen Österreich) komplett; im zweiten Match gegen Italien (0:3) sah er die Rote Karte.
2002 in Japan und Korea scheiterte er als Stammspieler mit den unzähmbaren Löwen unter Trainer Winfried Schäfer in der Gruppe E. Einem 1:1 gegen Irland und einem 1:0-Sieg gegen Saudi-Arabien folgte eine 0:2-Niederlage gegen Deutschland.
Außerdem stand er beim Konföderationen-Pokal 2001 im Kader der Kameruner und nahm an vier Afrikameisterschaften teil; in Ghana und Nigeria 2000 sowie in Mali 2002 wurde das Team Afrikameister. Bei diesem Wettbewerb erzielte er sein einziges Turniertor für die Nationalmannschaft: am 28. Januar 2000 war es die 1:0-Führung beim 3:0-Sieg gegen die Elfenbeinküste.

## Steuerhinterziehung
Am 17. Januar 2008 wurde Kalla vom Landgericht Bochum zu einer Gefängnisstrafe von einem Jahr und acht Monaten verurteilt, die zur Bewährung ausgesetzt wurde. Das Gericht befand ihn der versuchten und der vollendeten Steuerhinterziehung für schuldig. Kalla hatte im Prozess zugegeben, dass er zwischen 2002 und 2004 vom VfL Bochum 640.000 Euro erhalten hatte, die er nicht versteuerte. Das Geld war nach Kallas Aussage als Prämie für einen Spielerberater deklariert worden. Das Gericht befand, dass dieser Vertrag nur ein Scheinvertrag zur Verdeckung von Zusatzzahlungen („Schwarzgeld“) war.
Im Zusammenhang mit diesem Vorfall ermittelt die Staatsanwaltschaft auch gegen Mitarbeiter des VfL.